# Elderton
Elderton es un borough situado en el condado de Armstrong, Pensilvania, Estados Unidos. Tiene una población estimada, a mediados de 2023, de 323 habitantes.

## Demografía
Según la estimación 2019-2023 de la Oficina del Censo, los ingresos medios de los hogares de la localidad son de $59,375 y los ingresos medios de las familias son de $64,063. Alrededor del 20.8% de la población está por debajo de la línea de pobreza.